# USS James E. Williams (DDG-95)
USS James E. Williams (DDG-95) — 45-й эскадренный миноносец из серии запланированных к 13 сентября 2002 г. 62 эсминцев УРО типа «Арли Бёрк», строительство которых было одобрено Конгрессом США.